# Anime Grand Prix 1981
O Anime Grand Prix é uma premiação anual realizada pela revista Animage. O critério para a premiação são contados considerando a popularidade, qualidade e influência do anime em questão no meio artístico e cultural japonês. O Anime Grand Prix de 1981 teve como ganhador o anime Sayonara Ginga Tetsudō 999 pela Animage Ashita no Joe 2 pela Newtype.

## Premiações do Anime Grand Prix (1981) pela Animage

### Melhor Anime
| Colocação | Anime                         | Estúdio                      | Diretor                      | Formato     | Episódios / Duração |
| --------- | ----------------------------- | ---------------------------- | ---------------------------- | ----------- | ------------------- |
| 1º lugar  | Sayonara Ginga Tetsudō 999    | Toei Animation               | Rintarō                      | Anime filme | 135 minutos         |
| 2º lugar  | Sengoku Majin Gōshōgun        | Ashi Production              | Kunihiko Yuyama              | TV anime    | 26 episódios        |
| 3º lugar  | Gundam II: Soldiers of Sorrow | Sunrise                      | Yoshiyuki Tomino             | Anime filme | 135 minutos         |
| 4º lugar  | Rokushin Gattai Godmars       | Tokyo Movie Shinsa           | Tetsuo Imazawa               | TV anime    | 64 episódios        |
| 5º lugar  | Densetsu Kyojin Ideon         | Sunrise                      | Yoshiyuki Tomino             | TV anime    | 39 episódios        |
| 6º lugar  | Urusei Yatsura                | Studio Pierrot e Studio Deen | Mamoru Oshii, Kazuo Yamazaki | TV anime    | 195 episódios       |
| 7º lugar  | Space Warrior Baldios         | Toei Animation               | Kazuyoshi Katayama           | Anime filme | 115 minutos         |
| 8º lugar  | Legend of Syrius              | Sanrio                       | Masami Hata                  | Anime filme | 110 minutos         |
| 9º lugar  | Ginga Senpū Braiger           | Toei Animation               | Takao Yotsuji                | TV anime    | 39 episódios        |
| 10º lugar | Taiyōnokiba Dougram           | Sunrise                      | Ryōsuke Takahashi            | TV anime    | 75 episódios        |

### Melhor Episódio
| Colocação | Episódio | Anime                   |
| --------- | -------- | ----------------------- |
| 1º lugar  | 26       | Sengoku Majin Gōshōgun  |
| 2º lugar  | 41       | Ashita no Joe 2         |
| 3º lugar  | 39       | Densetsu Kyojin Ideon   |
| 4º lugar  | 19       | Urusei Yatsura          |
| 5º lugar  | 113      | Ginga Tetsudō 999       |
| 6º lugar  | 112      | Ginga Tetsudō 999       |
| 7º lugar  | 12       | Rokushin Gattai Godmars |
| 8º lugar  | 38       | Densetsu Kyojin Ideon   |
| 9º lugar  | 01       | Taiyōnokiba Dougram     |
| 10º lugar | 01       | Urusei Yatsura          |

### Melhor Personagem
| Colocação | Personagem         | Seiyū           | Sexo | Anime                         |
| --------- | ------------------ | --------------- | ---- | ----------------------------- |
| 1º lugar  | Takeru Myōjin      | Yū Mizushima    | ♂    | Rokushin Gattai Godmars       |
| 2º lugar  | Lum Invader        | Fumi Hirano     | ♀    | Urusei Yatsura                |
| 3º lugar  | Leonardo M. Bundle | Kaneto Shiozawa | ♂    | Sengoku Majin Gōshōgun        |
| 4º lugar  | Marg               | Yūji Mitsuya    | ♂    | Rokushin Gattai Godmars       |
| 5º lugar  | Joe Yabuki         | Teruhiko Aoi    | ♂    | Ashita no Joe 2               |
| 6º lugar  | Jotaro Kidō        | Kaneto Shiozawa | ♂    | Ginga Senpū Braiger           |
| 7º lugar  | Maetel             | Masako Ikeda    | ♀    | Ginga Tetsudō 999             |
| 8º lugar  | Remy Shimada       | Mami Koyama     | ♀    | Sengoku Majin Gōshōgun        |
| 9º lugar  | Char Aznable       | Shūichi Ikeda   | ♂    | Gundam II: Soldiers of Sorrow |
| 10º lugar | Susumu Kodai       | Kei Tomiyama    | ♂    | Uchū Senkan Yamato 3          |

## Premiações do Anime Grand Prix (1981) pela Newtype

### Melhor Anime
| Colocação | Anime                                     | Estúdio                      | Diretor                      | Formato | Episódios / Duração |
| --------- | ----------------------------------------- | ---------------------------- | ---------------------------- | ------- | ------------------- |
| 1º lugar  | Ashita no Joe 2                           | Tokyo Movie Shinsa           | Osamu Dezaki                 | Filme   | 112 minutos         |
| 2º lugar  | Sengoku Majin Gōshōgun                    | Ashi Production              | Kunihiko Yuyama              | TV      | 26 episódios        |
| 3º lugar  | Mobile Suit Gundam II: Soldiers of Sorrow | Sunrise                      | Yoshiyuki Tomino             | Filme   | 135 minutos         |
| 4º lugar  | Rokushin Gattai Godmars                   | Tokyo Movie Shinsa           | Tetsuo Imazawa               | TV      | 64 episódios        |
| 5º lugar  | Urusei Yatsura                            | Studio Pierrot e Studio Deen | Mamoru Oshii, Kazuo Yamazaki | TV      | 195 episódios       |
| 6º lugar  | Lupin III: Part II                        | Tokyo Movie Shinsha          | Seijun Suzuki                | TV      | 155 minutos         |
| 7º lugar  | Legend of Syrius                          | Sanrio                       | Masami Hata                  | Filme   | 110 minutos         |
| 8º lugar  | Densetsu Kyojin Ideon: Sesshoku Hen       | Sunrise                      | Yoshiyuki Tomino             | Filme   | 95 minutos          |
| 9º lugar  | Space Warrior Baldios                     | Toei Animation               | Kazuyoshi Katayama           | Filme   | 115 minutos         |
| 10º lugar | Dr. Slump                                 | Toei Animation               | Minoru Okazaki               | TV      | 243 episódios       |

### Melhor Personagem
| Colocação | Personagem         | Seiyū           | Sexo | Anime                                     |
| --------- | ------------------ | --------------- | ---- | ----------------------------------------- |
| 1º lugar  | Lupin III          | Yasuo Yamada    | ♂    | Lupin III: Part II                        |
| 2º lugar  | Lum Invader        | Fumi Hirano     | ♀    | Urusei Yatsura                            |
| 3º lugar  | Takeru Myoujin     | Yuu Mizushima   | ♂    | Rokushin Gattai Godmars                   |
| 4º lugar  | Leonardo M. Bundle | Kaneto Shiozawa | ♂    | Sengoku Majin Gōshōgun                    |
| 5º lugar  | Margu              | Yūji Mitsuya    | ♂    | Rokushin Gattai Godmars                   |
| 6º lugar  | Joe Yabuki         | Teruhiko Aoi    | ♂    | Ashita no Joe 2                           |
| 7º lugar  | Maetel             | Masako Ikeda    | ♀    | Galaxy Express 999                        |
| 8º lugar  | Char Aznable       | Shūichi Ikeda   | ♂    | Mobile Suit Gundam II: Soldiers of Sorrow |
| 9º lugar  | Fujiko Mine        | Eiko Masuyama   | ♀    | Lupin III: Part II                        |
| 10º lugar | Susumu Kodai       | Kei Tomiyama    | ♂    | Uchū Senkan Yamato 3                      |

### Melhor Anime Song
| Colocação | Música               | Tipo | Interprete       | Anime                                     |
| --------- | -------------------- | ---- | ---------------- | ----------------------------------------- |
| 1º lugar  | Lum no Love Song     | OP   | Yuko Matsutani   | Urusei Yatsura                            |
| 2º lugar  | Joe...Forever        | ED   | Joe Yamanaka     | Ashita no Joe 2                           |
| 3º lugar  | Ai Senshi            | ED   | Daisuke Inoue    | Mobile Suit Gundam II: Soldiers of Sorrow |
| 4º lugar  | Monument of Love     | ED   | Ippo Hiura       | Rokushin Gattai Godmars                   |
| 5º lugar  | SAYONARA             | ED   | Mary McGregor    | Galaxy Express 999                        |
| 6º lugar  | Ginga Senpuu Braiger | OP   | Tairaisao        | Ginga Senpuu Braiger                      |
| 7º lugar  | Sailin Fly           | ED   |                  | Densetsu Kyojin Ideon: Sesshoku Hen       |
| 8º lugar  | Cosmos Dream         | OP   | Masaki Takanashi | Queen Millennia                           |
| 9º lugar  | Ai no Kinjitou       | ED   | Ippo Hiura       | Rokushin Gattai Godmars                   |
| 10º lugar | I Slowly When        | ED   | Koichi Sugiyama  | Legend of Syrius                          |